# Ashkan Dejagah
Ashkan Dejagah (persiska: اشكان دژآگه), född 5 juli 1986 i Teheran, är en tysk-iransk fotbollsspelare som spelar för Foolad. Han spelade för Tysklands ungdomslandslag men valde att representera Irans A-landslag.

## Karriär
Den 31 januari 2018 värvades Dejagah av Nottingham Forest, där han skrev på ett kontrakt över säsongen 2017/2018. I augusti 2018 värvades Dejagah av iranska Tractor Sazi, där han skrev på ett treårskontrakt. Den 17 augusti 2021 gick Dejagah på fri transfer till den qatariska klubben Al-Shahania, där han skrev på ett ettårskontrakt.
I juli 2022 värvades Dejagah av iranska Foolad.